# Campeonato Europeu de Omnium masculino
O Campeonato da Europa de Omnium masculino é o campeonato da Europa de Omnium organizado anualmente pela UEC.
Quando se criou tinha duas modalidades, a Omnium Endurance (formado por uma prova por pontos, uma de Perseguição individual, uma corrida scratch e uma prova por eliminação) e a Omnium Sprint (formado por uma prova de 200 metros lançados, uma de keirin, uma corrida por eliminação e uma de velocidade).
Em 2010, coincidindo com a sua entrada aos Campeonatos da Europa de ciclismo em pista, unificaram-se no chamado Omnium Olímpico (formado por uma prova de 250 metros lançados, uma corrida por pontos, uma de Perseguição individual, uma prova scratch, uma corrida por eliminação e uma contrarrelógio de 1000 metros.)

## Palmarés

### Omnium Endurance
| Evento   | Ouro                | Prata               | Bronze                |
| -------- | ------------------- | ------------------- | --------------------- |
| 1956     | Armin von Büren     | Jacques Bellenger   | Rik Van Steenbergen   |
| 1959     | Rik Van Steenbergen | Palle Lykke         | Günther Ziegler       |
| 1961     | Fritz Pfenninger    | Peter Post          | Rik Van Steenbergen   |
| 1962 (1) | Palle Lykke         | Rik Van Steenbergen | Fritz Pfenninger      |
| 1962 (2) | Rudi Altig          | Peter Post          | Rik Van Steenbergen   |
| 1964     | Peter Post          | Fritz Pfenninger    | Hans Junkermann       |
| 1965 (1) | Patrick Sercu       | Peter Post          | Ferdinand Bracke      |
| 1965 (2) | Rudi Altig          | Rik Van Steenbergen | Peter Post            |
| 1967     | Patrick Sercu       | Peter Post          | Tom Simpson           |
| 1968     | Patrick Sercu       | Eddy Merckx         | Ron Baensch           |
| 1969     | Patrick Sercu       | Peter Post          | Robert Lelangue       |
| 1970 (1) | Patrick Sercu       | Eddy Merckx         | Peter Post            |
| 1970 (2) | Patrick Sercu       | Rudi Altig          | Peter Post            |
| 1972 (1) | Patrick Sercu       | Graeme Gilmore      | René Pijnen           |
| 1972 (2) | Patrick Sercu       | Graeme Gilmore      | Alain Van Lancker     |
| 1973     | Graeme Gilmore      | Leo Duyndam         | Günther Haritz        |
| 1975 (1) | Eddy Merckx         | Alain Van Lancker   | Roy Schuiten          |
| 1975 (2) | Patrick Sercu       | Günther Haritz      | Danny Clark           |
| 1977 (1) | Patrick Sercu       | Danny Clark         | Freddy Maertens       |
| 1977 (2) | Danny Clark         | Roman Hermann       | Freddy Maertens       |
| 1978     | Danny Clark         | Patrick Sercu       | Dietrich Thurau       |
| 1980 (1) | Patrick Sercu       | Danny Clark         | Roman Hermann         |
| 1980 (2) | Urs Freuler         | Anthony Doyle       | Patrick Sercu         |
| 1981     | Urs Freuler         | Robert Dill-Bundi   | Roman Hermann         |
| 1982     | Gert Frank          | Urs Freuler         | Anthony Doyle         |
| 1983     | Danny Clark         | Gert Frank          | Urs Freuler           |
| 1984     | Danny Clark         | Josef Kristen       | Ferdi Van Den Haute   |
| 1985     | Josef Kristen       | Urs Freuler         | Sigmund Hermann       |
| 1987 (1) | Danny Clark         | Urs Freuler         | Pierangelo Bincoletto |
| 1987 (2) | Urs Freuler         | Josef Kristen       | Volker Diehl          |
| 1988     | Anthony Doyle       | Volker Diehl        | Michael Marcussen     |
| 1989     | Etienne De Wilde    | Peter Pieters       | Konstantin Khrabsov   |
| 1990     | Konstantin Khrabsov | Jens Veggerby       | Philippe Tarantini    |
| 1995     | Peter Pieters       | Franz Stocher       | Jérôme Neuville       |
| 1996     | Jérôme Neuville     | Guido Fulst         | Peter Pieters         |
| 1997     | Jérôme Neuville     | Robert Hayles       | Guido Fulst           |
| 1998     | Olaf Pollack        | Mario Vonhof        | Robert Karśnicki      |
| 1999     | Robert Karśnicki    | Lubor Tesař         | Vassil Iàkovliev      |
| 2001     | Franco Marvulli     | Alexander Aeschbach | Franz Stocher         |
| 2002     | Franco Marvulli     | Alexander Aeschbach | Roland Garber         |
| 2003     | Franco Marvulli     | Lyubomyr Polatayko  | Angelo Ciccone        |
| 2004     | Aleksei Màrkov      | Angelo Ciccone      | Petr Lazar            |
| 2005     | Linas Balciunas     | Tomas Vaitkus       | Konstantin Ponomarev  |
| 2006     | Jens Mouris         | Rafał Ratajczyk     | Franco Marvulli       |
| 2007     | Unai Elorriaga      | Rafał Ratajczyk     | Jens Mouris           |
| 2008     | Wim Stroetinga      | Robert Bartko       | Elia Viviani          |
| 2009     | Rafał Ratajczyk     | Robert Bartko       | Unai Elorriaga        |

### Omnium Sprint
| Evento | Ouro             | Prata              | Bronze                 |
| ------ | ---------------- | ------------------ | ---------------------- |
| 1995   | Eyk Pokorny      | José Manuel Moreno | José Antonio Escuredo  |
| 1996   | Ainārs Ķiksis    | Pavel Buráň        | Laurent Gané           |
| 1997   | Eyk Pokorny      | Jens Fiedler       | Ainārs Ķiksis          |
| 1998   | Viesturs Berzin  | Ainārs Ķiksis      | Pavel Buráň            |
| 1999   | John Giletto     | Pavel Buráň        | Roberto Chiappa        |
| 2001   | Pavel Buráň      | Ainārs Ķiksis      | Viesturs Berzin        |
| 2002   | Ainārs Ķiksis    | Pavel Buráň        | Viesturs Berzin        |
| 2003   | Ainārs Ķiksis    | Ivan Vrba          | Pavel Buráň            |
| 2004   | Damian Zieliński | Grzegorz Krejner   | Pavel Buráň            |
| 2005   | Marco Jäger      | Teun Mulder        | Sergey Ruban           |
| 2006   | Tim Veldt        | Damian Zieliński   | Kasper Lindholm Jessen |
| 2007   | Teun Mulder      | François Pervis    | Arnaud Tournant        |
| 2008   | Theo Bos         | Tim Veldt          | François Pervis        |
| 2009   | Denis Špička     | François Pervis    | Andriy Vynokourov      |

### Omnium Olímpico
| Evento | Ouro            | Prata               | Bronze             |
| ------ | --------------- | ------------------- | ------------------ |
| 2010   | Roger Kluge     | Tim Veldt           | Rafał Ratajczyk    |
| 2011   | Edward Clancy   | Bryan Coquard       | Elia Viviani       |
| 2012   | Lucas Liss      | Artur Ierxov        | Gediminas Bagdonas |
| 2013   | Víktor Manakov  | Tim Veldt           | Martyn Irvine      |
| 2014   | Elia Viviani    | Jonathan Dibben     | Unai Elorriaga     |
| 2015   | Elia Viviani    | Lasse Norman Hansen | Jonathan Dibben    |
| 2016   | Albert Torres   | Gaël Suter          | Benjamin Thomas    |
| 2017   | Albert Torres   | Julius Johansen     | Benjamin Thomas    |
| 2018   | Ethan Hayter    | Elia Viviani        | Casper von Folsach |
| 2019   | Benjamin Thomas | Lasse Norman Hansen | Oliver Wood        |